# 齊藤昇 (実業家)
齊藤 昇（さいとう のぼる、1961年8月8日 - ）は、日本の実業家。BIPROGY株式会社（旧・日本ユニシス）代表取締役社長・CEO・CHO。

## 人物・経歴
1961年8月8日生まれ。東京都出身。
1986年3月、立教大学経済学部経営学科（現・経営学部）卒業。同年4月、BIPROGY（旧・日本ユニシス）に入社。
1993年3月、米ユニシス本社のあるペンシルベニア州ブルー・ベル及びニューヨークに海外駐在。
2004年4月、同社産業流通第二事業部長、2009年4月、流通事業部長、2010年4月、流通第二事業部長、2012年4月、ビジネスサービス事業部長を歴任。
2013年4月、同社執行役員、2016年4月、常務執行役員に就任。
2016年6月、同社取締役常務執行役員、2020年4月、代表取締役専務執行役員・CMO・CCO、同年8月、代表取締役専務執行役員・CMO・CSO・CCO、2022年4月、代表取締役専務執行役員・CMO。
2024年4月、同社代表取締役社長・ CEO・CHOに就任。